# Lupercus von Eauze
Lupercus von Eauze (auch Luperculus oder Lupercius; französisch Luperc, Loubert) war im 3. Jahrhundert Erzbischof des Erzbistums Eauze (lat.: Archidioecesis Elusensis) 
mit Sitz in der Stadt Elusa (heute Eauze) in der Gascogne in der historischen Region Okzitanien. Sein Gedenktag ist der 28. Juni.

## Vita
Die Überlieferung zu Lupercus ist äußerst spärlich: Er war Bischof in der kleinen spätrömischen Stadt Elusa, die (je nach Sterbedatum) einige Jahre später als Hauptstadt der von Kaiser Diokletian (reg. 284–305) in der Region Gallia Aquitania gegründeten Provinz Novempopulana angesehen wurde, und erlitt sein Martyrium angeblich unter dem Präfekten Dacian während der Herrschaft des römischen Kaisers Decius (reg. 249–251).

## Verehrung
Lupercus wird in der Kathedrale von Eauze und in einigen wenigen Kirchen der Region verehrt.

## Darstellung
Darstellungen des Heiligen sind unbekannt.

## Sonstiges
Etwa gleichzeitig gab es einen weiteren Heiligen mit Namen Luperculus (spanisch Lupercio) in der nordspanischen Stadt Saragossa, der sein Martyrium im Jahr 304 erlitten haben soll. Einige Forscher vermuten eine personelle Identität.